# Szczebra (wieś)
Szczebra – wieś (dawniej miasto) w Polsce położona w województwie podlaskim, w powiecie augustowskim, w gminie Nowinka.
| SIMC    | Nazwa            | Rodzaj    |
| ------- | ---------------- | --------- |
| 1010839 | Szczebra-Parcela | część wsi |
| 1010851 | Żurawskie        | część wsi |

Szczebra uzyskała lokację miejską przed 1783 rokiem, zdegradowana w 1801 roku. Miasto królewskie ekonomii grodzieńskiej położone było w końcu XVIII wieku w powiecie grodzieńskim województwa trockiego. W latach 1941–1944 Niemcy w trakcie egzekucji w okolicach Szczebry rozstrzelali około ośmiu tysięcy osób (jeńców radzieckich, Żydów i Polaków). W latach 1975–1998 miejscowość administracyjnie należała do województwa suwalskiego.